# Markerimpfstoff
Ein Markerimpfstoff oder eine Markervakzine (auch: DIVA-Impfstoff oder -Vakzine) ist ein Tierimpfstoff, der es erlaubt, geimpfte von infizierten Tieren zu unterscheiden.

## Funktionsweise
Wenn eine Virusinfektion eine Immunantwort auslöst, werden Antikörper gebildet, welche die Viren abwehren. Um festzustellen, ob ein Tier mit bestimmten Viren infiziert ist, kann durch eine serologische Untersuchung überprüft werden, ob die entsprechenden Antikörper vorhanden sind. Die erwünschte Reaktion auf eine Impfung ist aber ebenfalls die Bildung von Antikörpern gegen die Krankheitserreger, so dass bei konventionell geimpften Tieren aus der serologischen Untersuchung nicht mehr auf eine Infektion geschlossen werden kann.
Bei einem Markerimpfstoff werden, zum Beispiel durch Löschen bestimmter Gene, ausgewählte stark immunogene Merkmale unterdrückt, so dass zwar die für den Schutz nötigen Antikörper immer noch gebildet werden, aber keine gegen die entfernten Merkmale. Damit wird es möglich zu unterscheiden, ob ein Tier die Antikörper wegen einer Infektion oder wegen einer Impfung in sich trägt, weil bei nicht-infizierten, aber geimpften Tieren einige Antikörper fehlen, die bei infizierten Tieren nachgewiesen würden. Der Name dieser Impfstoffe kommt vom in der Biologie verwendeten Begriff Marker (etwa „Markierung“, siehe Marker (Genetik), Biomarker), die Abkürzung „DIVA“ vom engl. differentiation of infected and vaccinated animals („Unterscheidung von infizierten und geimpften Tieren“).

## Anwendung
Markerimpfstoffe sind vor allem in der Nutztierhaltung bedeutend und bei Versuchen, eine Tierseuche landesweit auszurotten. Eine verbreitete Strategie, um Tierseuchen zu kontrollieren, ist, infizierte Tiere durch serologische Tests zu finden und betroffene Herden zu keulen. Weil ein konventionell geimpftes Tier durch diese Tests als infiziert erscheint, sind Impfungen gegen seltene Krankheiten in vielen Ländern verboten, geimpfte Tiere oder auch Fleisch von geimpften Tieren dürfen nicht importiert werden, das Sperma eines geimpften Tieres nicht für die künstliche Besamung verwendet werden. Markerimpfstoffe und entsprechende serologische Tests können diese Beschränkungen und damit auch viele Schlachtungen unnötig werden lassen.
In der Praxis werden Markerimpfstoffe unter anderem eingesetzt, um die Infektiöse Bovine Rhinotracheitis (IBR), eine Rinderkrankheit, und die Aujeszkysche Krankheit oder Pseudorabies, deren Wirtstiere Schweine sind, in gewissen Ländern auszurotten. Im Fall der Aujeszkyschen Krankheit ist der Markerimpfstoff auf natürliche Weise entstanden, indem ein bestimmtes Glykoprotein (gE) beim Impfvirus verschwand; die Nützlichkeit als Markerimpfstoff wurde erst später erkannt. Inzwischen sind verschiedene Markerimpfstoffe erhältlich, zum Beispiel gegen die Maul- und Klauenseuche, die allerdings noch nicht weltweit durch Behörden und Industrie akzeptiert werden.

## Herstellung
Positive Markerimpfstoffe werden durch gentechnische Einfügung eines Marker-Antigens in den Impfstamm hergestellt, wodurch im Tier zusätzliche Antikörper auftreten. Allerdings lassen sich mit solchen Impfstoffen nicht geimpfte, aber trotzdem erkrankte Tiere abgrenzen. Bei negativen Markerimpfstoffen fehlen dem Impfstamm Teile des Genoms. Sie können gentechnisch hergestellt werden, aber auch natürlich entstehen. Durch das Fehlen wird die humoralen Abwehr modifiziert, so dass zwischen nur infizierten, nur geimpften und geimpften plus infizierten Tieren unterschieden werden kann.